# Pseudopaludicola mirandae
Pseudopaludicola mirandae és una espècie de granota que viu a l'Argentina i, possiblement també, al Paraguai.